# 댄 레비
댄 레비(Dan Levy, 1983년 8월 9일 ~ )는 캐나다의 배우, 작가, 감독, 희극인, 제작자이다. 평론가들로부터 호평 받은 캐나다 CBC 시트콤 《시트 크릭 패밀리》(2015-20)를 아버지 유진 레비와 공동 창작·출연하면서 국제적인 인지도를 얻었다.
2020년 《시트 크릭 패밀리》로 제72회 프라임타임 에미상에서 코미디 시리즈 부문 작품상, 각본상, 연출상, 연기상(남우조연상)을 동시에 수상했다. 해당 시트콤은 당해 한 시즌으로 코미디 시리즈 부문 연기상 주요 4개 영역(남녀주연상·조연상)을 한꺼번에 석권하는 신기록을 세우기도 했다. 이 시트콤은 레비에게 2021년 제78회 골든 글로브상 뮤지컬·코미디 시리즈 부문 작품상도 안겨주었다.

## 출연 작품

### 영화
- 어드미션 (2013)
- 크리스마스에는 행복이 (2020)
- 헌티드 맨션 (2023)

### 텔레비전
- 더 힐즈: 라이브 애프터 쇼 (2006-10) - 대본, 제작 겸임
- 시트 크릭 패밀리 (2015-20) - 연출, 대본, 제작 겸임
- 모던 패밀리 (2018)
- 새터데이 나이트 라이브 (2021)
- 디 아이돌 (2023)
- 오티스의 비밀 상담소 (2023)